# アルチョム・ヴァヒトフ
アルチョム・オレゴヴィッチ・ヴァヒトフ（Artem Olegovich Vakhitov、ロシア語: Артё́м Оле́гович Вахитов　1991年4月4日 - ）は、ロシアのムエタイキックボクサーである。
ヴァヒトフは、アマチュア時代に3度の世界大会優勝、2013年のワールドコンバットゲームズでの金メダル、2010年の銀メダルを獲得し、注目を集めるようになる。2009年にプロに転向し、2013年にGloryと契約、Gloryライトヘビー級（-95kg/209lb）王者に2度輝いた。2022年、コンバットプレスによる世界ライトヘビー級1位、パウンド・フォー・パウンド5位のキックボクサー、Beyond Kickによるライトヘビー級1位、パウンド・フォー・パウンド3位。
ムエタイでマスター・オブ・スポーツの称号を持つヴァキトフは、クラシックの訓練を受けた音楽家でもある。

## 来歴
プロコピエフスクで生まれ、5歳から父親の指導のもとで格闘技の基礎訓練を受け、6歳からは空手を学び、5年間練習した。
11歳のとき、家族とともに市内に引っ越したため、空手を断念せざるを得なかったが、すぐにクズバス・ムエタイ・ジムを見つけ、ヴィタリー・ミラーの指導を受け、アーテム・レヴィンのトレーニングパートナーにもなっている。

### アマチュア
ヴァヒトフは、2008年に17歳でIFMAロシア選手権を制し、一躍脚光を浴びた。その後、ロシア選手権で4回（2009、2010、2011、2013）、ヨーロッパ選手権で4回（2009、2010、2011、2012）、世界選手権で3回（2010、2011、2012）優勝している。
また、2010年8月28日から9月4日にかけて中国・北京で開催された「2010 World Combat Games」の-81kg/178lb級で銀メダルを獲得しています。準々決勝でキム・オルセン、準決勝でヌルボラット・センギロフにそれぞれ全会一致の判定勝ちを収めた後、決勝ではサイモン・マーカスにスプリット判定で敗れた。
2013年10月18日から26日にかけてロシアのサンクトペテルブルクで開催された2013 World Combat Gamesの-91kg/200lb級に出場し、クォーターでジアニス・ハンチャロナクをアウトポイントし、トーマス・アリジエをTKO、決勝でエミディオ・バローンを膝でノックアウトし金メダル獲得した。

### プロ転向後
ヴァヒトフはGloryと契約し、同団体のライトヘビー級（95kg/209lb）に参戦した。Gloryの旗の下での初戦では、ルイス・タバレスを序盤でノックダウンし、1ラウンド1分強でレバーショットを決め、印象的なパフォーマンスを披露した： 2013年6月22日にアメリカ・ニューヨークのニューヨークシティで開催された「Glory 9: New York」で、ルイス・タヴァレスに序盤でノックダウンを奪い、1分後にレバーショットを決めている。
2013年11月23日にニューヨークで開催された「Glory 12: New York」では、同じアマチュアの注目株であるネナド・パゴニスに全会一致の判定で勝利した。
2014年5月3日にアメリカ・コロラド州ブルームフィールドで開催された「Glory 16: Denver」でイゴール・ユルコヴィッチにUDで勝利、2014年6月14日にモナコ・モンテカルロで開催された「モンテカルロ ファイティングマスター 2014」でジアニス・ハンチャロナクと再戦、全勝で空位のWMC世界ヘビー級 (-95.0 kg/209 lb.) 王座獲得した 。
2014年4月3日に開催されたGlory 20: Dubaiでアンドレイ・ストイカと対戦することが期待されていた。しかし、ルーマニア人は非公開の理由で辞退し、代わりにサウロ・カバラリが出場した。 ヴァヒトフはスプリット判定で敗れた。
Glory 25: Milanでダニョ・イルンガと対戦し、全会一致の判定で勝利し、サウロ・カヴァラーリとGloryライトヘビー級選手権を再戦する機会を獲得した。
Glory 28: Parisでサウロ・カヴァラーリを全会一致の判定で破り、Gloryライトヘビー級選手権を獲得した。
Glory 35: Nice（フランス）でライトヘビー級タイトルコンテンダーのザック・ムウェカサと対戦することが発表された。ヴァキトフは王座防衛に成功し、ムウェカッサを3度倒してストップさせ、ヴァヒトフのTKO勝ちが宣言された。
2度目の王座防衛戦として、Glory 38: Chicagoでサウロ・カバラリと再戦することになったヴァヒトフは、試合を支配し、2ラウンドでTKO勝ちした。
Glory 47: Lyonでブラジルのコンテンダー、アリエル・マチャドを相手に戦い、ライトヘビー級王座の防衛に成功した。
Glory 56: Denverで元敵のダンヨ・イルンガと再戦することが発表され、ヴァキトフにとってGloryでの4度目のタイトルマッチとなる。試合は判定でヴァキトフが勝利した。試合中に右手を負傷し、1年近くリングから遠ざかった。
Glory66でドネギ・アベナを相手に5度目の防衛戦を行う予定であった。試合はスプリット判定で勝利したが、一部のファンからは物議を醸した。この試合中、ヴァキトフは再び手を負傷した。度重なる手の負傷により29ヶ月間でわずか4試合の出場に留まったため、2019年7月に手の修復手術を受けた。
Glory77で現GLORYミドル級兼ライトヘビー級暫定王者アレックス・ペレイラを相手に6度目の王座防衛戦を行う予定だったが、スプリット判定で敗れた。
接戦だったため、ヴァヒトフは再戦を要求した。Gloryは彼の願いを叶え、2021年9月4日のGlory 78: Arnhemでペレイラとの再戦を予定した。ヴァヒトフは判定勝利でタイトル奪還に成功する。
2022年3月19日のGlory 80でライトヘビー級1位のルイス・タバレスを相手にタイトル初防衛戦を行う予定だったが、2022年のロシアのウクライナ侵攻を理由にタバレスが対戦を拒否し、同大会のノンタイトル戦でタリック・クバベスとの対戦に変更され、ヴァヒトフが12日に試合を辞退した。
グローリーは、2022年のロシアのウクライナ侵攻に抗議して、6月17日にヴァヒトフをロースターからリリースした。

## 戦績
- プロキックボクシング：29戦23勝（8 KO）6敗

| 勝敗 | 対戦相手             | 試合結果                     | 大会名                                         | 開催年月日     |
| ○    | Pascal Touré         | 3分5R終了 判定3-0            | Muaythai Factory                               | 2023年2月2日   |
| ○    | アレックス・ペレイラ | 3分5R終了 判定3-0            | Glory 78 【GLORYライトヘビー級タイトルマッチ】 | 2021年9月4日   |
| ×    | アレックス・ペレイラ | 3分5R終了 判定1-2            | Glory 77 【GLORYライトヘビー級タイトルマッチ】 | 2021年1月30日  |
| ○    | Donegi Abena         | 3分5R終了 判定2-1            | Glory 66 【GLORYライトヘビー級タイトルマッチ】 | 2019年6月22日  |
| ○    | ダンヨ・イルンガ     | 3分5R終了 判定2-1            | Glory 56 【GLORYライトヘビー級タイトルマッチ】 | 2018年8月10日  |
| ○    | アリエル・マチャド   | 3分5R終了 判定3-0            | Glory 47 【GLORYライトヘビー級タイトルマッチ】 | 2017年10月28日 |
| ○    | サウロ・カラヴァリ   | 2R 2:43 TKO                  | Glory 38 【GLORYライトヘビー級タイトルマッチ】 | 2017年2月24日  |
| ○    | Zack Mwekassa        | 2R 2:42 TKO（3ノックダウン） | Glory 35 【GLORYライトヘビー級タイトルマッチ】 | 2016年11月5日  |
| ○    | サウロ・カラヴァリ   | 3分5R終了 判定3-0            | Glory 28 【GLORYライトヘビー級タイトルマッチ】 | 2016年3月12日  |
| ○    | Lorenzo Javier Jorge | 2R KO（左ストレート）        | Muay Thai Moscow                               | 2015年12月19日 |
| ○    | ダンヨ・イルンガ     | 3分3R終了 判定3-0            | Glory 25                                       | 2015年11月6日  |
| ×    | サウロ・カラヴァリ   | 3分3R終了 判定1-2            | Glory 20                                       | 2015年4月3日   |